# Махфуз, Нагиб
Наги́б Махфу́з Абде́ль Ази́з Ибраги́м Ахме́д аль-Ба́ша (араб. نجيب محفوظ عبد العزيز إبراهيم أحمد الباشا‎;11 декабря 1911, Каир — 30 августа 2006, Эль-Гиза) — египетский писатель-романист, драматург, сценарист. Лауреат Нобелевской премии по литературе 1988 года.

## Биография
Родился в Каире в 11 декабря 1911 года в семье чиновника. Ему дали имя в честь Нагиба Паши Махфуза (англ. Naguib Pasha Mahfouz), известнейшего египетского доктора, основателя египетского акушерства и гинекологии, который принял роды у матери, когда родился будущий писатель. Был седьмым ребёнком в семье, у него были четверо старших братьев и две старшие сестры. Однако братья и сёстры были намного старше его, и по-настоящему тёплых и доверительных отношений между ними в детстве не сложилось. О родителях всегда рассказывал очень мало. Известно, что его отец служил на гражданской службе, счетоводом или бухгалтером, однако довольно рано уволился для ведения дел одного своего друга-торговца. Сам Махфуз характеризовал своего отца как старомодного человека. При этом один из друзей его детства описывал отца Махфуза как очень жёсткого человека.
Родился в самом центре старого Каира, квартале Эль-Гамалийя, где семья жила до 1924 года, после чего переехала в новый пригород Каира аль-Аббасийя. Детство, проведённое в Эль-Гамалийи, навсегда останется для Махфуза неисчерпаемым источником вдохновения, там происходит действие многих его романов, например, «Переулок Мидакк» (англ. Midaq Alley) (адаптирована для сценария мексиканского фильма «Аллея чудес») и «Каирская трилогия» (англ. Cairo Trilogy), где он воссоздаёт образ тех мест со скрупулёзной тщательностью. И в более поздних произведениях («Дети нашей улицы» (англ. Children of Gebelawi), «Фонтан и могила» (Fountain and Tomb), «Эпопея харафишей» (англ. The Harafish) и др.) атмосфера Эль-Гамалийи насыщает прозу писателя деталями, образами, характерами, что врезались в его память в детстве.
Мне кажется, что писатель должен быть связан с определённым местом или определённым предметом, чтобы иметь опору, от которой будут отталкиваться его чувства.Махфуз Нагиб.
Особенностью тех мест во времена детства Махфуза было то, что в одном районе в тесной близости проживали разнообразнейшие категории жителей, от самых наибеднейших до богачей, блочные дома, где в больших комнатах ютились целыми семействами, соседствовали с особняками богачей. Благодаря этому писатель мог видеть, мог общаться и познавать мир в своеобразной модели египетского общества в целом, что, безусловно, не могло не повлиять на него и прошло красной нитью через всё его творчество.
Там же, в Эль-Гамалийи, лежат истоки национализма Махфуза (впоследствии на него серьёзное политическое влияние оказал также социализм Саламы Мусы). Ещё будучи ребёнком он оказался свидетелем массовых выступлений своих соотечественников против английского протектората в 1919 году. Страна была воодушевлена национальным подъёмом, и ярким воспоминанием детства стал для Махфуза его отец, ярый приверженец происходящих изменений. Имена Мустафы Камиля, Мухаммада Фарида (англ. Mohammad Farid), Саада Заглула считались в доме Махфуза священными, а враги страны — личными врагами отца.
В аль-Аббасийи пережил свою первую любовь, что явилось для него одним из ярчайших переживаний в жизни и также нашло отражение в творчестве. Девушка была старше него и принадлежала к другому кругу общества, поэтому развития чувства не получили.
В Каирском университете (в те времена Университет Короля Фуада I) Махфуз изучал философию и литературу. Получая среднее образование, Махфуз показывал большие успехи в математике и точных науках и поначалу думал, что станет либо медиком, либо инженером. Однако потом его увлекла философия и поэтому он поступил на философский факультет, хотя это и вызвало сильное неудовольствие его отца. В 1934 году он окончил философский факультет. После окончания университета начинает подготовку на степень магистра искусств, при этом активно печатается в периодических изданиях, публикуя статьи на философские и психологические темы.
До 1972 года работал госслужащим, вначале в министерстве вакуфов (Ministry of Mortmain Endowments), затем директором по цензуре Бюро искусств, директором Фонда поддержки кино, и наконец — консультантом по делам культуры Министерства культуры.
По египетским меркам Нагиб Махфуз был либеральным автором, и его книги вызывали недовольство исламистов. В 1994 году на писателя напал с ножом фанатик и серьёзно ранил его. После этого происшествия здоровье Махфуза пошатнулось, но он продолжил писать.

### Смерть и похороны
В июле 2006 года Махфуз был госпитализирован и до дня смерти уже не покидал больницу. К моменту своей смерти в 2006 году Махфуз был самым старым живущим лауреатом Нобелевской премии по литературе и третьим по возрасту за всё время присуждения премии, уступая только Бертрану Расселу и Халлдору Лакснессу. На момент своей смерти он был единственным писателем, пишущим на арабском языке, получившим Нобелевскую премию. В июле 2006 года Махфуз получил травму головы в результате падения. Он оставался в больнице Каира до самой своей смерти 30 августа 2006 года. В своём преклонном возрасте он почти ослеп, и, хотя он продолжал писать, ему было трудно держать ручку или карандаш. Перед своей смертью он страдал от кровоточащей язвы, проблем с почками и сердечной недостаточности. 31 августа 2006 года состоялись государственные похороны с воинскими почестями в мечети Аль-Рашдан в районе Каира Наср-Сити (Nasr City).

## Творчество
Первые произведения Нагиба Махфуза, в которых реалистически изображаются традиционные национальные ценности, публикует в журнале «Аль-маджалла аль-джадида» его редактор, известный египетский журналист Салама Муса. Муса оказал влияние на молодого Махфуза, и когда тот начал писать, говорил: «У тебя есть потенциал, но ты ещё не развил его».
Первый сборник новелл («Шёпот безумия») был опубликован в 1938 году. За ним последовал ряд исторических романов, написанных в романтической манере и посвященных временам правления фараонов («Мудрость Хеопса», «Родопис Нубийская», «Борьба Фив»).
Европейское признание проза Махфуза получила в конце 1950-х годов после того, как была опубликована его «каирская трилогия» («Бейн ал-Касрейн», «Каср аш-Шоук» и «ас-Суккарийа»). Описывая жизнь трёх поколений каирской семьи, автор отображает социальные и политические события в истории Египта.
В 1960-е годы происходят изменения в творчестве Махфуза. Он тяготеет к малым формам (рассказ) и оставляет больше места символу. Чувство постоянной тревоги и страдания, вызванное эволюцией общества, где человек чувствует себя все более одиноким и покинутым, звучит в таких произведениях: «Вор и собаки» (1961), «Божий мир» (1963), «Перепела и осень» (1964), «Путь» (1964), «Нищий» (1965), «Болтовня над Нилом» (1966), «Таверна чёрной кошки» (1968), «Медовый месяц» (1971).
В общей сложности Махфуз написал около пяти десятков романов и повестей, более сотни рассказов.
Последняя книга писателя была опубликована в 2005 году: им стал сборник рассказов о жизни после смерти «Седьмое небо». Избранные произведения Махфуза, в частности, «Родопис», «Пансионат Мирамар», «Уважаемый господин», выходили на русском языке в серии «Мастера современной прозы» в переводе Валерии Кирпиченко. После смерти писателя на русском языке также вышли романы «Торжество возвышенного» (2008) и «Путешествие Ибн Фаттумы» (2009). С английского был переведен ранний роман «Мудрость Хеопса» (2007).
В 1988 году присуждена Нобелевская премия по литературе «за реализм и богатство оттенков арабского рассказа, который имеет значение для всего человечества». Более половины его романов было экранизировано. Фильмы пользуются популярностью в арабском мире. В каирском районе Мухандисин ему установлен прижизненный бронзовый памятник.
Критикой принято делить творчество Махфуза на четыре большие периода. Первый — это период исторической, романтической прозы, второй — период реализма и натурализма, к третьему периоду критики относят работы Махфуза в жанрах модернизма и экспериментальной литературы, а в четвёртом отмечают тенденции к использованию писателем традиционных форм, в этот же период им создаются так называемые «эпизодические романы» (англ. episodic novel). Однако это деление весьма условно, так как произведения Махфуза всегда стремились преодолеть какие-либо рамки, эстетика его творчества слишком непредсказуема, чтобы иметь возможность к созданию однозначной хронологии творческого пути писателя. Как пример можно привести «Каирскую трилогию» (англ. Cairo Trilogy), которая традиционно считается вершиной периода реализма в творчестве автора. Однако, более пристальный взгляд позволяет разглядеть в ней и признаки модернизма: обращение внутрь себя, способность сопереживать, часто доведённая до экстремума, и всё это выраженное в яркой, насыщенной прозе, — говорит о том, что в применении каких-либо однозначных художественных оценок к творчеству Махфуза надо всегда быть очень осторожным.

### Ключевые образы
Понимание творчества писателя невозможно без знания ключевых образов, которые могут входить в его произведения непосредственно, могут быть описаны с детальной точностью, но могут и звучать опосредованно, придавая более глубокий смысл написанному, если знать, что служило отправной точкой тех или иных характеров, деталей сюжета и атмосферы. Большинство подобных базовых образов восходят к детству Махфуза в квартале Эль-Гамалийя. Прежде всего само это место имеет важнейшее значение для анализа творчества автора. Так называемая «ха́ра» (араб. حارة‎), квартал или улица, где живут бедняки, во времена детства Махфуза представляла уникальное явление смешения сословий и социальных статусов. В кварталах процветала деятельность криминальных банд, и ещё один образ из детства писателя — это уличный бандит (футувва). Мистикой и тайной веяло от приютов дервишей (такийя), уличный пейзаж колоритно наполняли и тёмная арка (кабв) над древними городскими воротами, и старинный фонтан для питья (сабиль), и городское кладбище (карафа). Сам писатель знал и признавал то особое влияние, которое оказывал на него «мир хары».
Что действительно волнует и заставляет меня творить, это «мир хары». Это мой самый любимый мир.Махфуз Нагиб.
Наиболее ярко влияние этого образа отразилось на ранних произведений писателя и на его позднем творчестве (с середины семидесятых). Если поначалу образ «хары» был тем материалом, из которого он строил свои произведения, то в позднее время этим материалом стала ностальгия автора по временам молодости.
Образ уличного криминального авторитета (футувва) нашёл наиболее яркое отражение в романах «Дети нашей улицы» (англ. Children of Gebelawi) и «Эпопея харафишей» (англ. The Harafish). Автор идеализирует образ бандита, каким он ему виделся в детстве. Для него это был не просто преступник, а сильная личность, целью которого была защита своей территории от других бандитов. Подобное деление районов «хары» на зоны влияния приводило к частым стычкам между противоборствующими преступными группировками, но даже такие разборки подаются Махфузом с налётом романтической привлекательности. Криминальные лидеры приняли в дальнейшем активное участие в акциях против английского протектората, они являлись сторонниками партии Вафд, что также не мог не отметить писатель, покорённый этим противоречивым образом.
Ещё одним важным образом в творческой системе египетского писателя является район аль-Аббасийя, куда его семья переехала жить в 1924 году. В отличие от шумной и многолюдной Эль-Гамалийи, новый район представляет собой бескрайние поля, покрытые растительностью, где каждый дом имел свой сад, где царила тишина. Наряду с «харой» аль-Аббасийя стала вторым ключевым местом для Махфуза, которому он дал имя «хала́» (араб. خلاء‎), что означает «пустоту», «пустошь». По большому счёту, главные события в романах писателя происходит лишь в двух типах мест — «харе» и «хале». Все остальные места лишь служат задаче придать объёмность сюжету, захватить и отследить все нити, что неминуемо ведут к главным местам, где разворачиваются определяющие события.
В творческой интерпретации Махфуза мир «халы» стал миром жестокости. Убийства, преступные войны, кровавые разборки, — «хала» явилась местом, где вырываются наружу человеческие страсти, но, кажется, лишь для того, чтобы подчеркнуть внутреннее одиночество человека на фоне пустынных пейзажей. Однако именно в сотворении мира «халы» Махфуз проявил свою примечательную нестандартность в раскрытии образов. Трудным для понимания способом он одновременно сделал этот мир и убежищем, пристанищем для человека в его стремлении избежать всех жестокостей мира и попыток осознать себя. Возможно, это явилось следствием той интенсивности чувств, свойственной Махфузу, когда работа мысли и сердца не менее впечатляюща для души человека, чем жестокая реальность, полная трагедий. И мир «халы» лишь служит местом, где силы могут быть спущены с поводка, где им дана воля осуществлять себя, и если окружающий мир, почувствовав свободу, срывается в насилие, то автор, позволив себе быть собой, устремляется на путь осознания себя и поиска своего предназначения в этой вселенной.
Примечательно, что если мир «хары» на исходе лет стал для Махфуза источником ностальгии, то мир «халы», опять же как пространство, где отпущены все поводья, стал являться мучительным чувством потери, когда осознаёшь, что ничего вернуть нельзя, что жизнь прошла, и в прошлом остались все твои друзья и всё, что ты любил. Особенно ярко это выразилось в его романе «Qushtumur» (1988) и рассказе «Half a Day».

### Роман «Пансионат „Мирамар“»
Роман «Пансионат „Мирамар“» (англ. Miramar) был написан Махфузом в 1967 году, а в 1978 году переведён на английский язык. Действие романа происходит в Александрии, которая не раз становилась местом действия и, обобщая, персонажем литературных произведений. Город-космополит, Александрия всегда привлекала внимание авторов богатством возможных здесь сюжетов и действующих лиц. Однако, пожалуй, только коренным египтянам удавалось отобразить город неискажённым шаблонами европейского мышления. И Лоренс Даррелл, английский писатель, автор тетралогии «Александрийский цикл» (англ. The Alexandria Quartet), и, например, греческий поэт Константинос Кавафис, проживший в городе большую часть своей жизни, не смогли проникнуть в мир Востока с достаточной глубиной. Их произведения рисуют арабский мир с точки зрения европейца-наблюдателя, способного, пусть тонко, но лишь использовать образы и атмосферу жизни арабского мира, и использовать с позиций человека Запада, а не отобразить их изнутри, таким, как видит их коренной житель.
Махфуз, используя, казалось бы, те же приёмы, что и Даррелл, создаёт отлично другой образ Александрии. Не привязанный к шаблонам европейской культуры, он погружает Александрию в арабскую историю. Для него город — словно арабская принцесса Катр-эль-Нада, дочка султана Ахмед ибн Тулуна. Действие романа происходит в пансионате «Мирамар», основную коллизию сюжета составляют отношения между постояльцами, ключевую роль в которых играет молоденькая служанка Зухра, за благосклонность которой и разворачиваются главные битвы. Зухра, родом из бедной Бухейры, это ещё один образ города наравне с принцессой, города полного молодости и энергии. В конечном счёте Александрия в романе Махфуза — это сам Египет в период его постколониальной жизни. Им движет оптимизм, в отличие, например, от мадам Марианы, владелицы пансионата. Её персонаж является связующим звеном с творчеством европейцев. Мариана слишком погружена в прошлое, оно кажется ей прекрасным, она связывает его с теми временами, когда в городе было больше иностранцев.
По построению «Пансионат „Мирамар“» схож с «Расёмоном» Куросавы (1950). Махфуз показывает историю глазами четырёх различных людей. Ему удаётся создать объёмную картину жизни своих современников.

## Список романов
- «Шёпот безумия» (1938)
- «Игра судьбы» (в русском переводе сохранено английское название — «Мудрость Хеопса») (1939)
- «Родопис» (1943)
- «Борьба Фив» (1944)
- «Новый Каир» (фильм по роману шёл под названием «Каир тридцатых годов»)(1945)
- «Хан аль-Халили» (1946)
- «Переулок Мидакк» (1947)
- «Начало и конец» (1949)
- «Между двумя дворцами» — первый роман трилогии, опубликованной в 1956—1957 гг.
- «Дворец мечты» — второй роман трилогии
- «Сахарный дом» — третий роман трилогии
- «Предания нашей улицы» (в другом переводе «Дети нашей улицы») (1959)
- «Осенние перепела» (1964), русский перевод В. Э. Шагаля и Н. Рабиновича. — М., 1965.
- «Болтовня над Нилом» (1966)
- «Пансион Мирамар» (1966)
- «Зеркала» (1972)
- «Уважаемый господин» (1975)
- «Эпопея харафишей» (1977)
- «Торжество возвышенного» (1981)
- «Ночи тысячи ночей» (1982)
- «Путешествие Ибн Фаттумы» (1983)

## Список сборников новелл
- «Шёпот безумия» (1938)
- «Божий мир» (1963)
- «Дом с дурной славой» (1965)
- «Таверна чёрной кошки» (1968)
- «Под навесом» (1969)